# Référendum constitutionnel taïwanais de 2022
Un référendum constitutionnel a lieu le 26 novembre 2022 à Taïwan afin de permettre à la population de se prononcer sur un amendement de la constitution visant à abaisser l'âge d'obtention du droit de vote de vingt à dix huit ans.
Pour être validée, la modification de la constitution doit recevoir les votes favorables d'au moins 50 % de l'ensemble des inscrits sur les listes électorales. Le scrutin est organisé en même temps que les élections municipales afin de favoriser la participation des électeurs.
Bien qu'approuvée par une majorité des suffrages exprimés, le projet de révision constitutionnelle échoue à réunir le quorum d'inscrits exigé. 

## Contexte
Fixé à vingt ans par la constitution de 1947, l'âge d'obtention du droit de vote fait depuis plusieurs années l'objet d'un débat sur son abaissement à dix-huit ans, en parallèle de celui sur l'âge de la majorité civile, également fixée à vingt ans. Si un âge aussi élevé demeure longtemps la norme dans plusieurs pays voisins, ces derniers s'alignent progressivement sur une limite de dix-huit ans, très majoritaire dans le reste du monde. Le Japon passe ainsi de 20 à 18 ans en 2016, suivi de la Corée du Sud de 19 à 18 ans en 2020 et de la Malaisie de 21 à 18 en 2021,,.

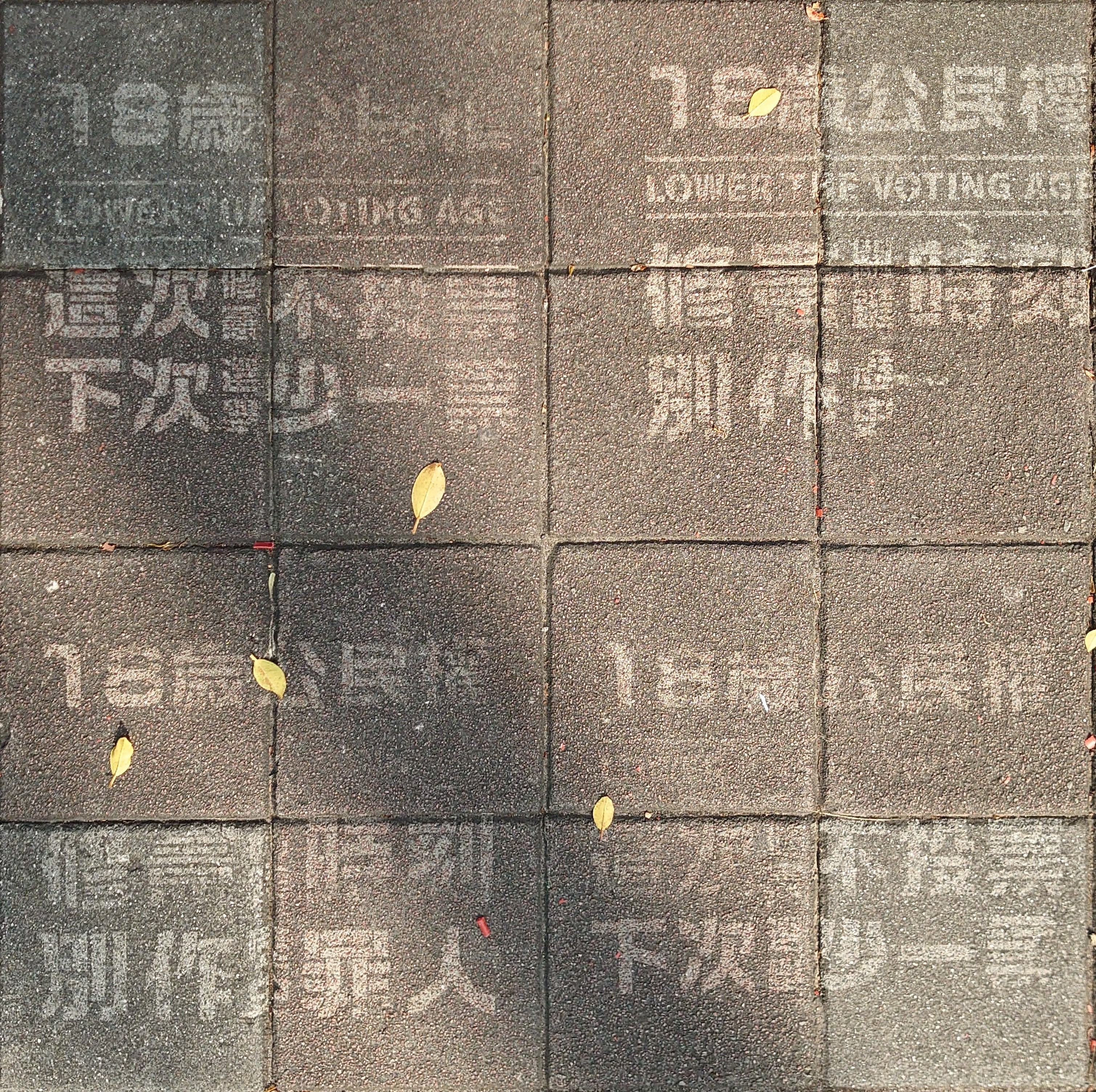
Messages appelant à baisser l'age d'obtention du droit de vote à 18 ans, écrits dans le sol via un nettoyeur haute-pression

La majorité civile est finalement abaissée à dix-huit ans par un vote du parlement, le Yuan législatif, en décembre 2020. La réforme du code civil portée par le gouvernement du Premier ministre Su Tseng-chang prévoit cependant une période de transition de deux ans, son entrée en vigueur n'intervenant qu'au premier janvier 2023. L'abaissement de la majorité civile met alors fin à une situation contradictoire qui voyait les Taïwanais âgés de dix-huit ans légalement capables de vivre en dehors du foyer familial, se marier, être condamnés par un tribunal et même s'engager dans l'armée, tout en étant toujours officiellement mineurs jusqu'à leurs vingt ans, un statut leur interdisant notamment d'ouvrir un compte bancaire, de signer un contrat comme un abonnement téléphonique, ou de louer un logement.
Auparavant, une série d'amendements comportant entre autres l'abaissement de l'âge d'obtention du droit de vote est tentée en 2015, mais échoue faute de consensus entre gouvernement et opposition sur les nombreux autres changements inclus dans le projet,. Un abaissement partiel s'ensuit, avec l'entrée en vigueur en janvier 2018 d'une nouvelle loi électorale qui abaisse exceptionnellement l'obtention du droit de vote de 20 à 18 ans lors des référendums d'origine populaire. Ceux-ci ne peuvent cependant eux-mêmes porter sur une modification du droit de vote, spécifié dans la constitution taïwanaise,. Un amendement constitutionnel en ce sens n'est en effet possible que par voie parlementaire, c'est-à-dire proposé par un quart des membres du Yuan législatif, puis voté par une majorité qualifiée des trois quarts du total de ses membres, suivi d'un référendum national. Les résultats du référendum, organisé une fois passée une période de campagne d'au moins six mois, ne sont cependant valides que si l'amendement réunit les votes favorables de 50 % du total des inscrits sur les listes électorales. Ce processus, adopté en 2005, en fait depuis l'un des plus difficiles au monde pour modifier une constitution nationale. L'échec d'une révision est jugé susceptible d'aboutir à une remise en cause de la constitution dans son ensemble, dans le contexte d'appels répétés des Taïwanais favorables à l'indépendance à remplacer une loi fondamentale qui continue notamment de désigner Taïwan comme le « territoire libre de la république de Chine »,.

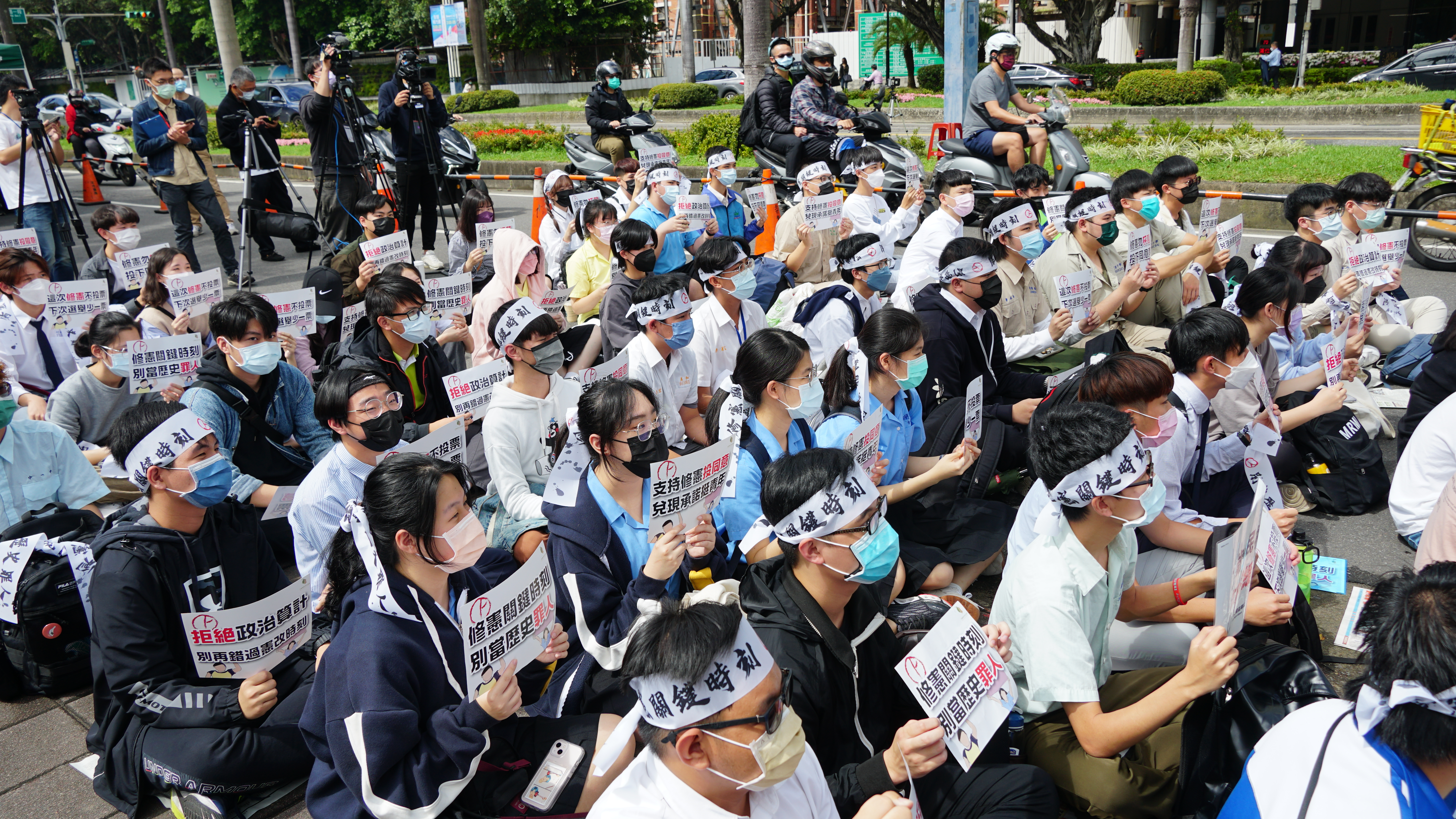
Étudiants de 18 ans rassemblés devant le Yuan législatif lors de la troisième lecture du projet de loi d'amendement constitutionnel

Le projet refait surface courant 2020 sous l'impulsion de la présidente Tsai Ing-wen. Le 18 janvier 2022, le Parti démocrate progressiste du premier ministre Su Tseng-chang ainsi que plusieurs partis mineurs dont le Parti du nouveau pouvoir et le Parti populaire introduisent au parlement un projet d'amendement sur l'abaissement de l'âge d'obtention du droit de vote à dix-huit ans couplé à un abaissement de l'âge minimum requis pour être élu de 23 à 18 ans, à l'exception des postes de Président et de vice-président de la république, pour lesquels la limite d'âge reste de quarante ans,. Après l'échec de 2015, jugé désordonné et précipité, le gouvernement et l'opposition s'accordent cette fois-ci sur un unique changement faisant consensus, préférant poursuivre en commissions les travaux à long terme portant sur d'autres révisions de la constitution. Bien que favorisant les partis initiateurs, très populaires chez les jeunes, le projet reçoit finalement le soutien du Kuomintang, situé dans l'opposition, et est voté par 109 voix pour, 0 contre et 4 abstentions le 25 mars suivant, réunissant ainsi la majorité des trois quarts requise,. Le parcours législatif de l'amendement est très suivi par plusieurs associations et ONG pour les droits des jeunes qui font pression sur les législateurs tout au long des débats. L'annonce des résultats du vote est ainsi accueillie par les applaudissements d'une foule de lycéens réunis devant le parlement à cette occasion,.
La période de débat de six mois qui s'ouvre alors prend fin en octobre 2022. Au vu du quorum élevé de participation des électeurs à atteindre, le Parti démocrate progressiste décide d'organiser le référendum en même temps que les élections municipales le 26 novembre 2022, une décision approuvée par la commission électorale à la mi avril,. C'est la huitième fois que la constitution taïwanaise fait l'objet d'un amendement, et la première fois qu'un référendum constitutionnel est organisé depuis l'amendement de 2005 ayant rendu obligatoire cette étape. La décision d'organiser le même jour le référendum et les élections locales déclenche une polémique, les électeurs ayant rejeté par référendum l'année précédente une telle fusion des calendriers pour les référendums d'origine populaire. La Commission électorale centrale défend sa décision en mettant en avant le caractère constitutionnel du scrutin, fruit d'un vote consensuel ayant réuni majorité et opposition, ainsi que l'intérêt économique et sanitaire de n'organiser qu'un seul jour de scrutin — automatiquement férié — en période de pandémie de Covid-19,.
Selon une étude d'opinion organisée en 2021, l'abaissement du droit de vote remporterait l'adhésion d'une majorité des partisans du Parti démocrate progressiste (DPP), mais serait rejeté par une majorité de ceux du Kuomintang (KMT). Cette polarisation du débat est attribuée en grande partie à la question de l'indépendance du pays. Soutenue par le DPP et refusée par le KMT, l'indépendance est en effet très populaire chez les jeunes. Les partisans du KMT seraient par conséquent réticents à donner le droit de vote à une partie de la population acquise au DPP. Une partie des dirigeants du KMT redoutent en revanche qu'un résultat négatif sur la base d'un tel calcul politique puisse conduire la jeunesse à se détourner définitivement du parti.

## Résultats
| Choix               | Votants    | Votants | Inscrits | Inscrits |
| Choix               | Voix       | %       | %        | Quorum   |
| ------------------- | ---------- | ------- | -------- | -------- |
| Pour                | 5 647 102  | 52,96   | 29,35    | 50 %     |
| Contre              | 5 016 427  | 47,04   | 26,07    |          |
|                     |            |         |          |          |
| Votes valides       | 10 663 529 | 93,99   | 55,54    |          |
| Blancs et invalides | 682 403    | 6,02    | 3,55     |          |
| Total des votants   | 11 345 932 | 100,00  | 58,97    |          |
|                     |            |         |          |          |
| Abstentions         | 7 893 460  |         | 41,03    |          |
| Inscrits            | 19 239 392 | 100,00  |          |          |

## Conséquences
Malgré une courte majorité de 53 % des suffrages exprimés en faveur de l'amendement, ces derniers ne représentent que seulement 29 % des inscrits, loin des 50 % requis. L'abaissement de l'âge du droit de vote se révèle ainsi une victime indirecte des conditions très strictes de révision de la constitution, à l'origine mises en place pour éviter un vote entérinant l'indépendance que connait de facto Taïwan.
Le résultat est une déception pour les associations de défense des droits des jeunes, qui le qualifie de « regrettable ». Celles ci réaffirment néanmoins leur intention de poursuivre leurs efforts, évoquant notamment le dépôt d'une plainte auprès de la Cour suprême, voire un futur second référendum sur la question.